# Alagoa Nova
Alagoa Nova là một đô thị thuộc bang Paraíba, Brasil. Đô thị này có diện tích 122,254 km², dân số năm 2007 là 19163 người, mật độ 156,75 người/km².